# 善衡書院

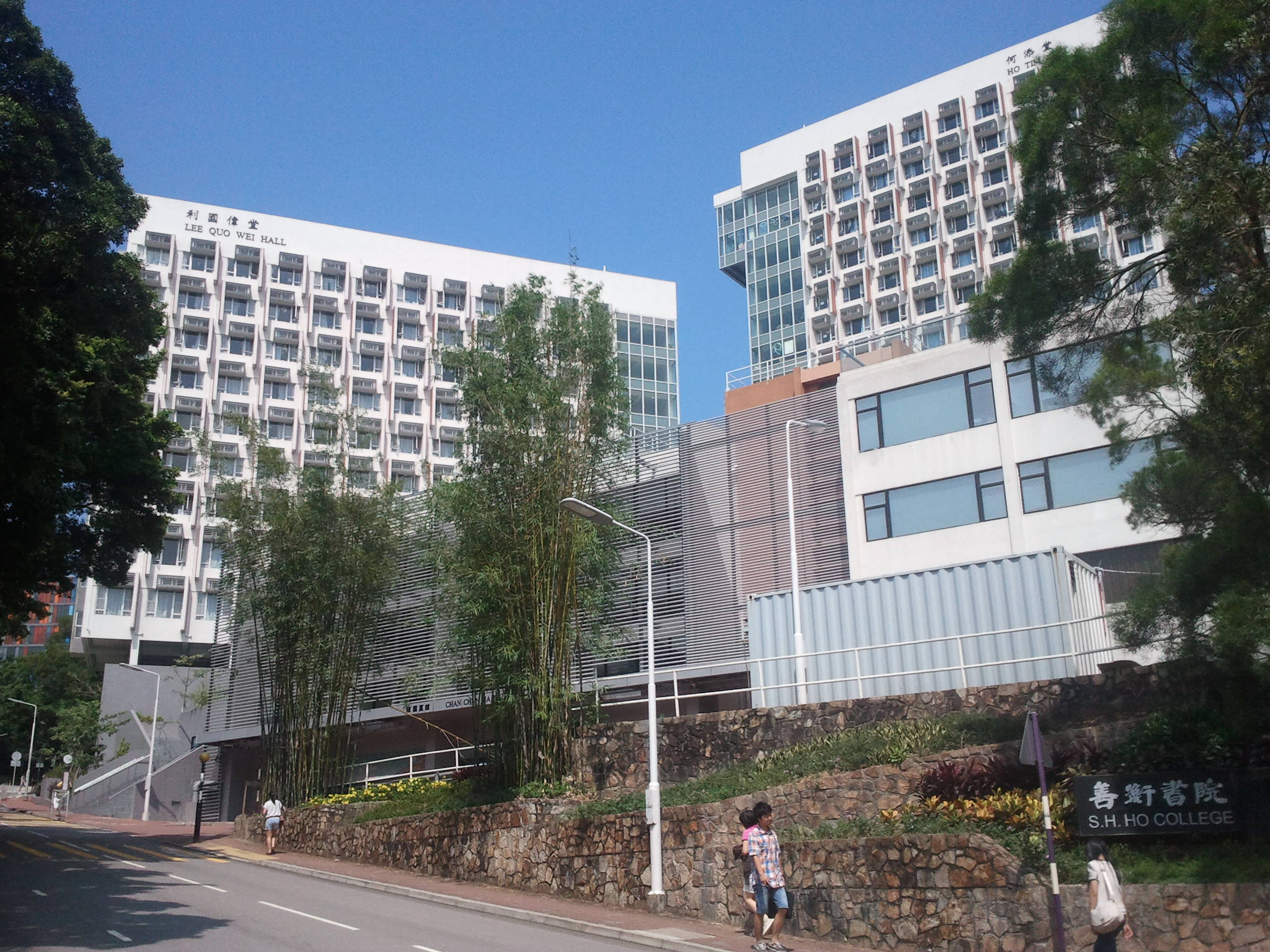
善衡書院全景

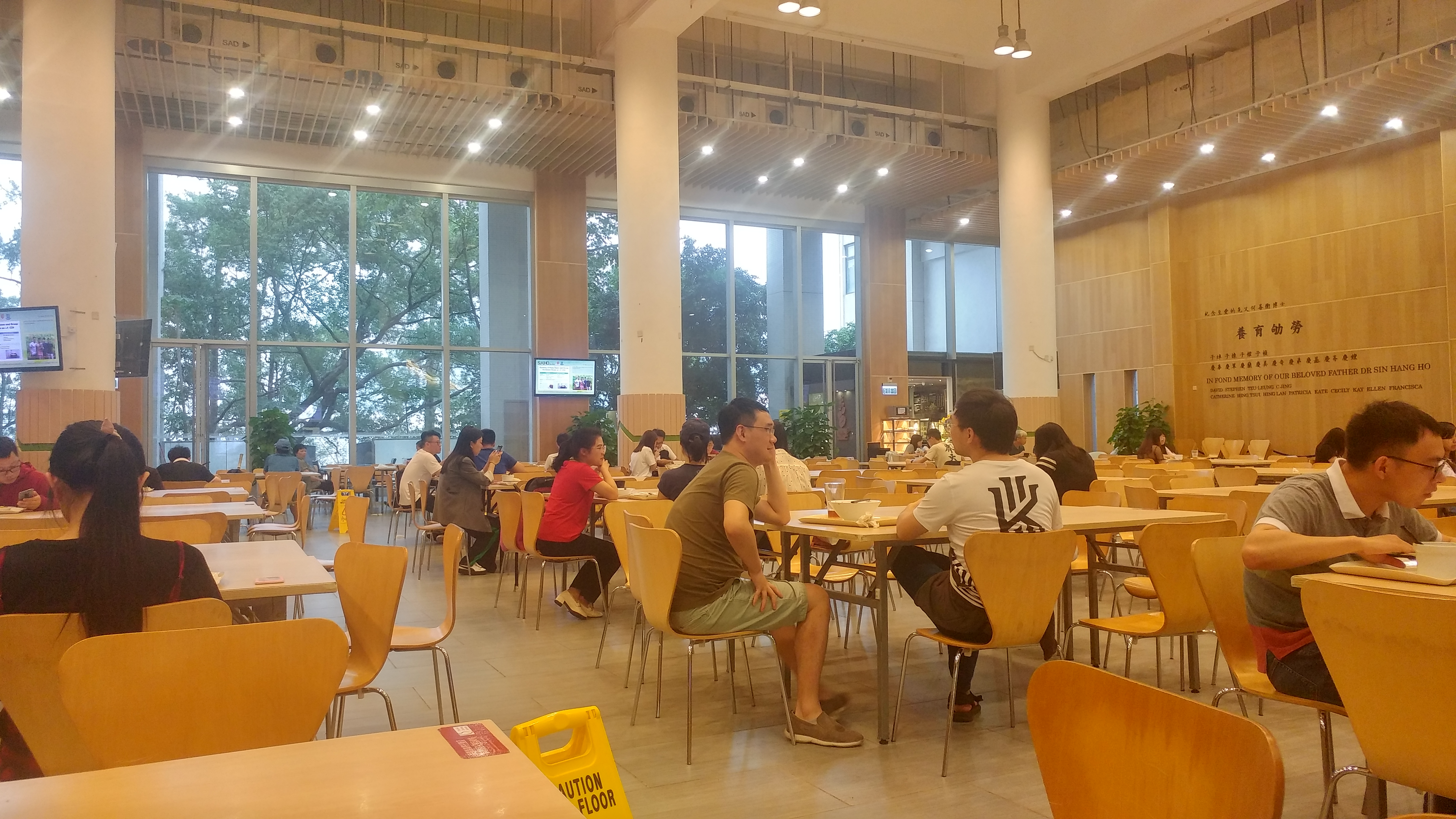
書院飯堂

善衡書院（英語：S.H. Ho College）是香港中文大學一所書院，院訓為「文行忠信」，在2010年起正式招生。
為了將來大學發展的需要，大學於2006年5月接受何善衡慈善基金會捐助港幣1億7,000萬元成立善衡書院。善衡書院計劃錄取600人，並採用全宿和一起用膳的模式。
2006年8月，大學委任植物分子生物學權威、新亞書院校友辛世文擔任善衡書院的院長（Master of College），任期至2018年結束，由信息工程學系黃永成教授接替。
書院位於大學道上，位於大學體育中心、崇基學院五旬節會樓高座及低座之間，毗鄰晨興書院。二者均由著名建築師嚴迅奇及Design 2建築師事務所設計，並由新昌營造建造，於2012年入伙。

## 歷任院長
- 第一任：辛世文教授（2006年8月15日－2018年8月1日）
- 第二任：黃永成教授（2018年8月1日－2022年8月1日）
- 第三任：莫仲棠教授（2022年8月1日－）

## 知名校友
- 鍾耀華：學運領袖，前香港中文大學學生會會長，香港專上學生聯會常務秘書
- 劉頴匡：中大本土學社發起人，前善衡書院學生會幹事會外務副會長，任內曾經發生星巴克進駐事件。
- 麥傲冬：足球員，現效力公民足球隊
- 黃敬修：香港警察公共關係科高級督察，負責警方社交媒體工作，2020年11月因涉嫌在辦公室盜竊警察頭盔、手套、相機電池及罐頭鮑魚被捕。
- ：KOL，女權運動人士，主張女性身體自主。
- 區倬僖：香港社運人士，前香港中文大學學生會會長。
- 黃力臻：唱作歌手

## 交通
中文大學校巴：
善衡書院站（路線1A，1B，2，3，4，6A，6B，7，N，H）;
大學體育中心站（路線1A，1B，2，3，5，N，H）

## 參閱
- 香港中文大學
- 崇基學院
- 新亞書院
- 聯合書院
- 逸夫書院
- 晨興書院
- 敬文書院
- 伍宜孫書院
- 和聲書院

## 外部連結
- 善衡書院（页面存档备份，存于）
- 香港中文大學校董會決定成立兩所新書院（页面存档备份，存于）
- 中大4新書院被指次等 管理層學生代表非校董會當然成員[永久]